# Face the Music (Album)
Face the Music ist das fünfte Studioalbum der britischen Band Electric Light Orchestra (ELO).

## Hintergrund
Face the Music wurde 1975 veröffentlicht, erreichte in den USA Platz 8 der Charts und war dort 48 Wochen lang gelistet. Es war das erste Album der Band, das in den Musicland Studios in München produziert wurde.
Das Cover des Albums wurde von John Kehe gestaltet. Es zeigt einen elektrischen Stuhl und den Bandnamen in Form von metallischen Lettern. Auf der Coverrückseite befindet sich ein gelblich eingefärbtes Schwarzweißfoto der Bandmitglieder, die sich die Nasen an einer Glasscheibe plattdrücken. Es wurde von Norman Seeff fotografiert.
Auf dem Innensleeve ist eine die Armlehne des elektrischen Stuhls umkrallende Hand in Nahaufnahme zu sehen (Fotograf: Fred Valentine). Weiters sind dort die Songtexte sowie die Bandbesetzung zu finden. 

## Titelliste
| 1. Fire on High (Jeff Lynne) – 5:29 2. Waterfall (Jeff Lynne) – 4:11 3. Evil Woman (Jeff Lynne) – 4:24 4. Nightrider (Jeff Lynne) – 4:22 1. Poker (Jeff Lynne) – 3:30 2. Strange Magic (Jeff Lynne) – 4:29 3. Down Home Town (Jeff Lynne) – 3:53 4. One Summer Dream (Jeff Lynne) – 5:45 |